# Vương quốc Trung Sơn
Trung Sơn (中山, Chūzan) là một trong ba vương quốc cai trị hòn đảo Okinawa vào thế kỷ 14. Okinawa trước đó do một số tù trưởng hay lãnh chúa địa phương cai quản, rằng buộc lỏng lẻo với một tù trưởng tối cao hoặc vua của toàn đảo, và sau đó đã phân chia thành ba vương quốc một vài năm sau năm 1314; thời đại Tam Sơn (Sanzan) bắt đầu, và đã kết thúc khoảng một trăm năm sau, khi vua của Trung Sơn là Shō Hashi (Thượng Ba Chí) chinh phục Bắc Sơn (Hokuzan) năm 1419 và Nam Sơn (Nanzan) năm 1429.
Nhà nước Okinawa thống nhất được gọi là vương quốc Lưu Cầu (Ryūkyū), song vẫn tiếp tục được đề cập đến với tên gọi "Trung Sơn" trong một số tư liệu chính thức của triều đình Lưu Cầu, cũng như của các quốc gia khác trong khu vực.

## Lịch sử
Tamagusuku đã kế vị ngai vàng Okinawa từ cha là Eiji năm 19 tuổi, tức 1314. Tuy nhiên, ông thiếu uy tín hay khả năng lãnh đạo để nhận được sự tôn trọng và lòng trung thành của các lãnh chúa khác nhau (aji), và nhiều cuộc nổi loạn đã xảy ra sau đó. Lãnh chúa Ozato chạy xuống phía nam và cùng với tùy tùng thành lập vương quốc Nam Sơn (南山, Nanzan), trong khi lãnh chúa Nakijin, có căn cứ xa về phía bắc, tuyen bố mình là vua của vương quốc Bắc Sơn (北山, Hokuzan). Do vậy, Tamagusuku, tại Urasoe, trở thành vua của Trung Sơn.
Tamagusuku băng hà vào năm 1336, người kế vị là con trai Seii, lúc đó mới 10 tuổi. Thời gian trị vì của Seii tương đối ngắn, và có đặc điểm là sự can thiệp và lạm dụng chính trị của mẹ ông và điều này đã làm xoái mòn những ủng hộ vốn đã ít ỏi của các lãnh chúa địa phương với con trai bà. Ba "vương quốc" khi dó vốn chí khác biệt chút ít so với các liên minh tù trưởng lỏng lẻo trước đó, và "vua" không có quyền lực tối thượng. Tuy nhiên, sau nhiều thế hệ, quyền lực của các vị vua đã được nâng cao dần qua các thế hệ.
Seii bị lãnh chúa Urasoe lật đổ vào khoảng năm 1349-55; người được ngồi lên ngai vàng là Satto, đánh dấu sự nổi lên của Trung Sơn như là một vương quốc nhỏ song không phải là không có vai trò quan trọng trong chính trị và giao thương của khu vực. Một số chính sách đối nội và đối ngoại bắt đầu vào thời điểm này đã tiếp tục được thi hành cho đến khi vương quốc sụp đổ vào 500 năm sau. Satto thiết lập quan hệ ngoại giao và thương mại với một số nước trong khu vực, bao gồm vương quốc Ayutthaya ở Thái Lan, nhà Triều Tiên và bắt đầu vai trò của Trung Sơn trong hệ thống thương mại của khu vực. Sứ thần nhà Minh đầu tiên đã đến Okinawa vào năm 1372, và từ đây vương quốc trở thành nước phiên thuộc của Trung Hoa. Từ đó, Trung Sơn cũng như Lưu Cầu sau này thường xuyên cử các đoàn sứ thần sang cống nạp, và được triều đình Trung Hoa chính thức công nhận là vua Lưu Cầu. Trung Quốc có một ảnh hưởng vô cùng mạnh mẽ lên Lưu Cầu trong khoàng thời gian 500 năm tới trên các lĩnh vực chính trị, kinh tế và văn hóa.
Thời kỳ này cũng chứng kiến sự khởi đầu của một bộ máy quan lại triều đình. Kumemura, một cộng đồng người Hán di cư được thành lập; người Hán sống tại đây và các hậu duệ Lưu Cầu của họ đã phụng sự cho Trung Sơn (và sau này là vương quốc thống nhất) trên các mặt ngoại giao, thông dịch và quan lại triều đình. Kumemura nhanh chóng phát triển thành trung tâm văn hóa của Lưu Cầu, bổ sung cho kinh đô chính trị Shuri và trung tâm thương mại tại cảng Naha. Một cộng đồng của các sứ thần và học giả Lưu Cầu tương tự cũng được thành lập tại Phúc Kiến, những người Lưu Cầu đầu tiên đến học tại kinh đô Trung Quốc đã xuất hiện vào thời điểm này.
Con trai của Satto là Bunei đã kế vị ngôi báu vào năm 1395, và tiếp tục giám sát các chính sách và đường lối phát triển trong thời trị vị của phụ hoàng. Quan hệ với Trung Quốc phát triển hơn, và một số quán đã được hình thành để phục vụ cho các sứ thần Trung Quốc đến Trung Sơn. Thương mại bùng nổ, và quan hệ với các quốc gia khác cũng được mở rộng. Mặc dù nhà Minh cũng chấp nhận Bắc Sơn và Nam Sơn trở thành nước phiên thuộc vào thời gian đó, song họ chỉ chính thức công nhận Vua Trung Sơn là người đứng đầu Lưu Cầu. Trung Sơn tiếp tục to các mối quan hệ chính thức với Ayutthaya và Triều Tiên, và quan hệ thương mại với Java, Sumatra, cùng các nước khác, cũng như hai vương quốc Lưu Cầu còn lại. Tuy nhiên, chỉ có Trung Sơn là có mối quan hệ chính thức với Mạc phủ Ashikaga tại Nhật Bản và cử một đoàn sứ thần sang vào năm 1403. Những lợi thế về chính trị, cùng với việc kiểm soát Naha, cảng bận rộn nhất tại Okinawa, cho phép Trung Sơn đạt được ưu thế về chính trị cũng như kinh tế đáng kể so với hai nước láng giềng. Trong quá trình giao thương, vương quốc cũng đã có được sự giao lưu về mặt văn hóa với các nền văn hóa hùng mạnh trong khu vực. Đặc biệt, người ta tin rằng Phật giáo từ Triều Tiên và Thần đạo từ Nhật Bản đã lần đầu tiên được dưa đến Okinawa với một phạm vi đáng kể vào thời gian này. Các nho sinh cũng những khách vi hành khác từ Triều Tiên đã mang đến các văn thư, tượng, nghi lễ cùng các đồ vật và tư tưởng Phật giáo khác và đổi lại, vua Bunei hứa sẽ gửi những người Triều Tiên bị đắm tàu, những người là nạn nhân của Uy khấu (hải tặc Nhật Bản) về quê hương an toàn.
Trong nước, triều đại Bunei chứng kiến dự phát triển đáng kể về các mặt tổ chức và nghi thức của triều đình, và sự gia tăng học vấn trong tầng lớp quan lại. Các văn thư chính thức, chủ yếu liên quan đến thương mại và ngoại giao, đã được biên soạn lần đầu vào năm 1403. Thư tịch này là "Lịch đại bảo án," hay Rekidai Hōan theo cách đọc của tiếng Nhật, và tiếp tục được biên soạn khá thường xuyên cho đến 1619. Tuy nhiên, sự gia tăng về tổ chức chính quyền này không đem lại sự ổn định chính trị; vua của Nam Sơn và Bắc Sơn, cung với hoàng đế Trung Hoa đều lần lượt qua đời trong một khoảng thời gian ngắn (1395-98). Các sự kiện này đã gia tăng căng thẳng giữa ba vương quốc, tất cả đều tìm kiếm sự ủng hộ của nhà Minh song chúng phàn lớn không được đáp ứng; Bunei chỉ nhận được tấn phong chính thức vào năm 1406, 10 năm sau ngày ông nối ngôi cha, và không đến một năm trước khi ông qua đới.
Như là một kết quả của tình hình chính trị bất ổn, aji (lãnh chúa địa phương) bắt đầu nắm lấy nhiều quyền lực hơn cho mình trong lãnh địa vốn nhỏ bé của họ. Một aji, có tên là Hashi, đã hạ bệ lãnh chúa láng giềng là Azato năm 1402 và đoạt lấy lãnh thổ của ông. Năm năm sau đó, ông dẫn đầu một cuộc nổi dậy chống lại Bunei và lập phụ thân của mình là Shishō lên ngôi vua Trung Sơn. Tuy vậy, Hashi mới là người nắm quyền thực sự, ông sau đó đã dẫn đầu quân lính chống lại hai vương quốc lãng giềng, diệt Bắc Sơn vào năm 1419 và Nam Sơn vào năm 1429. Sau đó, ông chính thức kế vị cha mình, và được triều đinh nhà Minh sắc phong và ban cho họ "Thượng" (尚, Shō trong tiếng Nhật và tiếng Okinawan, Shàng trong tiếng Hán). Như vậy, cả ba vương quốc đã thống nhất thành vương quốc Lưu Cầu; tuy nhiên thuật ngữ "Trung Sơn" không thực sự bị xóa bỏ và tiếp tục được sử dụng để đề cập đến vương quốc thống nhất hay quân vương của vương quốc cho đến cuối thế kỷ 19.